# Olyra micrantha
Olyra micrantha är en gräsart som beskrevs av Carl Sigismund Kunth. Olyra micrantha ingår i släktet Olyra och familjen gräs. Inga underarter finns listade i Catalogue of Life.